# Matricea coeficienților
În algebra liniară matricea coeficienților este o matrice ale cărei elemente sunt coeficienții variabilelor dintr-un set de ecuații liniare. Matricea este utilizată în rezolvarea sistemelor de ecuații liniare.

## Matricea coeficienților
În general, un sistem de m ecuații liniare și n necunoscute are forma
{\displaystyle {\begin{aligned}a_{11}x_{1}+a_{12}x_{2}+\cdots +a_{1n}x_{n}&=b_{1}\\a_{21}x_{1}+a_{22}x_{2}+\cdots +a_{2n}x_{n}&=b_{2}\\&\;\;\vdots \\a_{m1}x_{1}+a_{m2}x_{2}+\cdots +a_{mn}x_{n}&=b_{m}\end{aligned}}}
unde {\displaystyle x_{1},x_{2},\ldots ,x_{n}} sunt necunoscutele, iar {\displaystyle a_{11},a_{12},\ldots ,a_{mn}} sunt coeficienții sistemului. Matricea coeficienților este matricea m × n cu coeficientul {\displaystyle a_{ij}} în poziția {\displaystyle (i,j)}:
{\displaystyle {\begin{bmatrix}a_{11}&a_{12}&\cdots &a_{1n}\\a_{21}&a_{22}&\cdots &a_{2n}\\\vdots &\vdots &\ddots &\vdots \\a_{m1}&a_{m2}&\cdots &a_{mn}\end{bmatrix}}}
Astfel, setul de ecuații de mai sus poate fi exprimat mai succint ca
{\displaystyle A\mathbf {x} =\mathbf {b} }
unde A este matricea coeficienților, iar b este vectorul coloană de termeni liberi (constanți).

## Relația proprietăților sale cu proprietățile sistemului de ecuații
Conform teoremei Kronecker–Capelli, sistemul de ecuații este incompatibil (nu are soluții) dacă rangul matricei extinse este mai mare decât rangul matricei coeficienților. Dacă, pe de altă parte, rangurile acestor două matrici sunt egale, sistemul trebuie să aibă cel puțin o soluție. Sistemul este compatibil determinat și soluția este unică dacă și numai dacă rangul este egal cu numărul de variabile. Dacă rangul este mai mic decât numărul de variabile sistemul este compatibil nedeterminat, iar soluția generală are k parametri liberi, unde k este diferența dintre numărul de variabile și rang; deci într-un astfel de caz există o infinitate de soluții, una particulară obținându-se impunând valori la k necunoscute.

## Ecuații dinamice
O ecuație matricială cu diferențe de ordinul întâi cu termen constant poate fi scrisă ca
{\displaystyle \mathbf {y} _{t+1}=A\mathbf {y} _{t}+\mathbf {c} ,}
unde A este n × n, iar y și c sunt n × 1. Acest sistem converge la nivelul staționar al lui y dacă și numai dacă valoarea absolută a tuturor celor n valori proprii ale lui A sunt mai mici decât 1.
O ecuație diferențială matricială de ordinul întâi cu termen constant poate fi scrisă ca
{\displaystyle {\frac {d\mathbf {y} }{dt}}=A\mathbf {y} (t)+\mathbf {c} .}
Acest sistem este stabil dacă și numai dacă toate cele n valori proprii ale lui A au părți reale negative.